# Проспект Металлургов (станция скоростного трамвая)
«Проспе́кт Металлу́ргов» (укр. Проспект Металургів) — станция легкого метро в городе Кривой Рог, Украина. Открыта 2 мая 1989 года. Принимает маршруты 1М 2М
3М 4М

## Описание
Станция «Проспект Металлургов» является одной из четырёх подземных станций Криворожского метротрама. Конструктивно односводчатая станция «харьковского» типа с длиной платформы 102 метра. Расположена на углу улицы Соборности и проспекта Металлургов; имеет два подземных вестибюля, из которых выход на поверхность осуществляется с помощью подземных переходов.
Станция украшена серым мрамором, на в потолке побелка, покрывающую волнообразные выступы, образующие изогнутый узор. Станция освещается люстрами с люминесцентными лампами, расположенными в три ряда. Из всех подземных станций она лучше освещена.
«Проспект Металлургов» — подземная станция с островной платформой. Длина платформы составляет 102 м.

## Галерея
- Вход на станцию